# Psittacoidea
Psittacoidea — надродина птахів ряду папугоподібних (Psittaciformes). Надродина містить 350 видів у 3 родинах, що поширені у тропічній та субтропічній зоні по всьому світі, переважно у південній півкулі. Ареал надродини охоплює різноманітні середовища проживання: від тропічних дощових лісів до пустель. Найбільшого різномаїття надродина досягає в Австралії.

## Опис
Ці папуги мають дзьоб характерної зігнутої форми. Вони також мають великий обсяг черепа і є однією з найрозумніших груп птахів. Вони хороші літуни і вмілі скелелази на гілках дерев.
Деякі види можуть імітувати людський голос і інші звуки, хоча вони і не мають голосових зв'язок.